# Mauro
Mauro je moško osebno ime.

## Izvor imena
Ime Mauro je različica moškega osebnega imena Mavricij.

## Tujejezikovne oblike imena
- pri Italijanih: Mauro
- pri Nemcih: Maurus

## Pogostost imena
Po podatkih Statističnega urada Republike Slovenije je bilo na dan 31. decembra 2007 v Sloveniji število moških oseb z imenom Mauro: 43.

## Osebni praznik
Osebe z imenom Mauro lahko godujejo takrat kot osebe z imenom Mavricij.